# Анастасия Севастова
Анастасия Севастова (на латвийски: Anastasija Sevastova) е латвийска тенисистка, родена в Лиепая, в бившия Съветски съюз.

## Кариера
Дебютира в турнири от ITF през април 2006. На Истанбул Къп 2007 записва първа победа в WTA Тур, като надиграва състезателката от топ 100 Анастасия Якимова от Беларус с 6:1, 6:3. На следващата година стъпва и на Уимбълдън - първият ѝ турнир от Големия шлем.
През 2009 г. записва две участия в Шлема. На Ролан Гарос 2009 губи в първия кръг от Мелинда Цинк, а на Ю Ес Оупън 2009 стига до първа победа на това ниво след 6:3, 7:5 над Тамарин Танасугарн. Завършва годината под номер 79 в Световната ранглиста.
През март 2010 г. е сензацията на първия кръг на Монтерей Оупън 2010, след като изхвърля поставената под номер 1 в схемата и 9-а в света Йелена Янкович.
На 3 май 2010 г., Анастасия Севастова печели своята първа шампионската титла от календара на Женската тенис асоциация (WTA), по време на турнира в португалския град Ещорил. Побеждава последователно Агнеш Саваи, Кимико Дате Крум, Анастасия Родионова и Шуай Пън. Във финала се изправя срещу една от надеждите на испанския тенис – Аранча Пара Сантонха, която надиграва с резултат 7:5, 6:2.